# Joachim Björklund
Joachim Björklund (Växjö, Suecia, 15 de marzo de 1971) es un exfutbolista sueco que jugaba como defensa. Se retiró en 2005 y desde enero de 2022 es entrenador asistente del Sarpsborg 08.

## Clubes
| Club                          | País       | Año       |
| ----------------------------- | ---------- | --------- |
| Östers IF                     | Suecia     | 1989-1990 |
| SK Brann                      | Noruega    | 1990-1992 |
| IFK Göteborg                  | Suecia     | 1993-1995 |
| Vicenza Calcio                | Italia     | 1995-1996 |
| Rangers F. C.                 | Escocia    | 1996-1998 |
| Valencia C. F.                | España     | 1998-2001 |
| A. C. Venezia                 | Italia     | 2001-2002 |
| Sunderland A. F. C.           | Inglaterra | 2002-2004 |
| Wolverhampton Wanderers F. C. | Inglaterra | 2004-2005 |

## Palmarés

### Títulos nacionales
| Título                     | Club           | País    | Año     |
| -------------------------- | -------------- | ------- | ------- |
| Scottish Premier Division  | Rangers F. C.  | Escocia | 1996-97 |
| Copa de la Liga de Escocia | Rangers F. C.  | Escocia | 1996-97 |
| Copa del Rey               | Valencia C. F. | España  | 1998-99 |
| Supercopa de España        | Valencia C. F. | España  | 1999    |